# Johannes Sundblad
Johannes Sundblad, född 25 februari 1826 i Alingsås, död 17 februari 1896 i Herrljunga var en svensk författare, godsägare, telegrafist, bryggare och lärare.

## Biografi
Sundblad växte upp i Medelplana på Kinnekulle, där fadern Johan Sundblad var kyrkoherde. Hans idylliska barndom slogs i spillror 1838 när han var tolv år. Det året dog hans mor och fadern flyttade till Fröjered, där han blev kyrkoherde och senare gifte om sig. Samtidigt började Sundblad i Skara skola tillsammans med sin bror och 1845 kom bröderna till Uppsala universitet, där Johannes blev student 1847.

### Lantbrukare
Han lämnade Uppsala hösten 1847 och blev jordbrukare. Han arrenderade Assarsgården i Larv 1848. År 1853 gifte han sig med Maria Liedzén (1827-1915), dotter till kyrkoherden i Larv, Sven Magnus Liedzén (1783-1850). För hemgiften grundade han ett gods bestående av fyra hela mantal i Borga by i Larv. Han drev två kvarnar, ett bryggeri, ett brännvinsbränneri och ett bageri, men satsningen misslyckades och han tvingades sälja godset och gjorde konkurs.

### Telegrafassistent och lärare
År 1857 flyttade han till Alingsås, där han drev ett ölbryggeri. Fyra år senare fick han anställning som telegrafassistent i Borås och blev  1866 telegrafassistent i Linköping, där han stannade till pensioneringen 1892. Omkring 1894 återvände han till hembygden och slog sig ner i Herrljunga. Både i Borås och Linköping drev hustrun Maria privat flickskola, där Johannes även verkade som lärare.

### Författare och journalist
Efter flytten till Linköping inledde Sundblad sitt författarskap, först med noveller för tidningar, men med tiden även flera böcker. Han var 1874-1882 även redaktör för Norrköpings Tidningar. Hans främsta ämne var kulturhistoria framför allt från Västergötland. Men han har även behandlat Östergötland, Bohuskusten och Uppsala. I stor utsträckning arbetade han med egna minnen. De västgötska novellerna utspelas på barndomens Kinnekulle, i skolårens Skara eller ungdomsårens Larv, samt i Alingsås- och Boråstrakten. Sundblad var även mystiker och flera av hans arbeten berör ockulta ting, Emanuel Swedenborg och spådomskonst. 

### Översättningar
- Spear, William (1878). Emanuel Swedenborg, en andlig Columbus / från eng. af Johannes Sundblad. Stockholm. Libris 3069231. https://runeberg.org/swedenborg/
- Giles, Chauncey (1879). Våra barn i andra lifvet / från eng. af J. Sundblad. Stockholm: C. Deléen & K. Libris 1597165